# Præstevang Sogn
Præstevang Sogn er et sogn i Hillerød Provsti (Helsingør Stift).
Præstevang Kirke blev indviet i 1962, og Præstevang Sogn blev udskilt fra to sogne: Frederiksborg Slotssogn, der hørte til Lynge-Frederiksborg Herred i Frederiksborg Amt, og Hillerød Sogn, der lå i Hillerød Købstad, som geografisk hørte til samme herred. Begge sogne inkl. Præstevang blev ved kommunalreformen i 1970 indlemmet i Hillerød Kommune.
Grønnevang Kirke blev i 1987 indviet som vandrekirke. I 1989 blev Grønnevang et kirkedistrikt i Præstevang Sogn med eget menighedsråd, udskilt fra Præstevang Sogn. I 1995 blev det selvstændige Grønnevang Sogn endeligt udskilt fra Præstevang Sogn. Den permanente Grønnevang Kirke blev indviet i 2008.
I Præstevang Sogn findes følgende autoriserede stednavne:
- Hillerød Markjorder (bebyggelse, ejerlav)
- Hillerød Overdrev (bebyggelse)
- Holmene (bebyggelse, ejerlav)
- Præstevang (ejerlav)
- Skansebakken (bebyggelse)
- Teglgårdslund (bebyggelse)